# リスキ

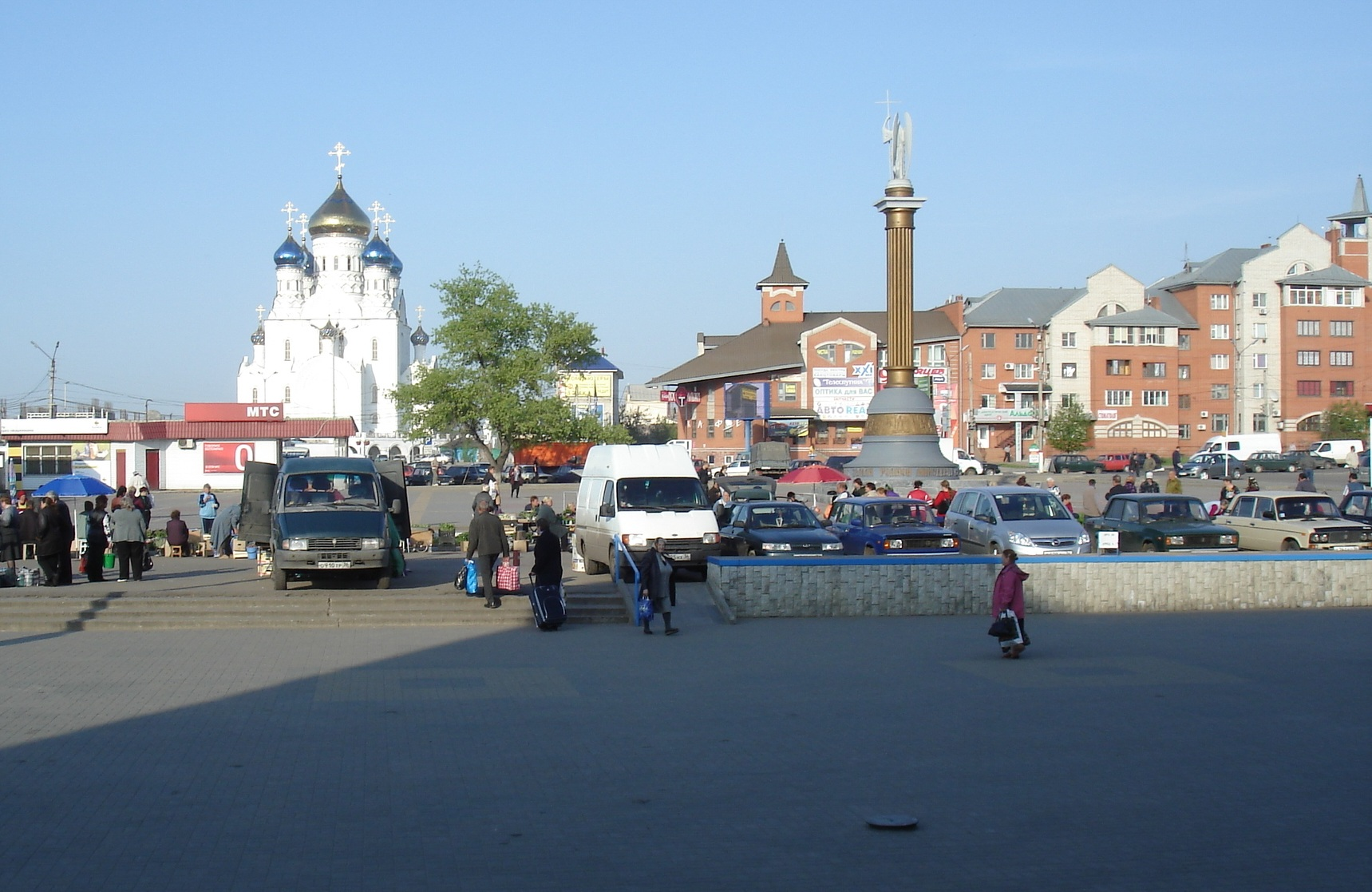
リスキ市街。駅前から聖堂を望む

リスキ（ロシア語: Лиски, Liski）は、ロシア南西部に位置するヴォロネジ州の都市。人口は5万4147人（2021年）。ヴォロネジ州のリスキ地区の行政中心地。ドン川左岸に建つ。

## 地理

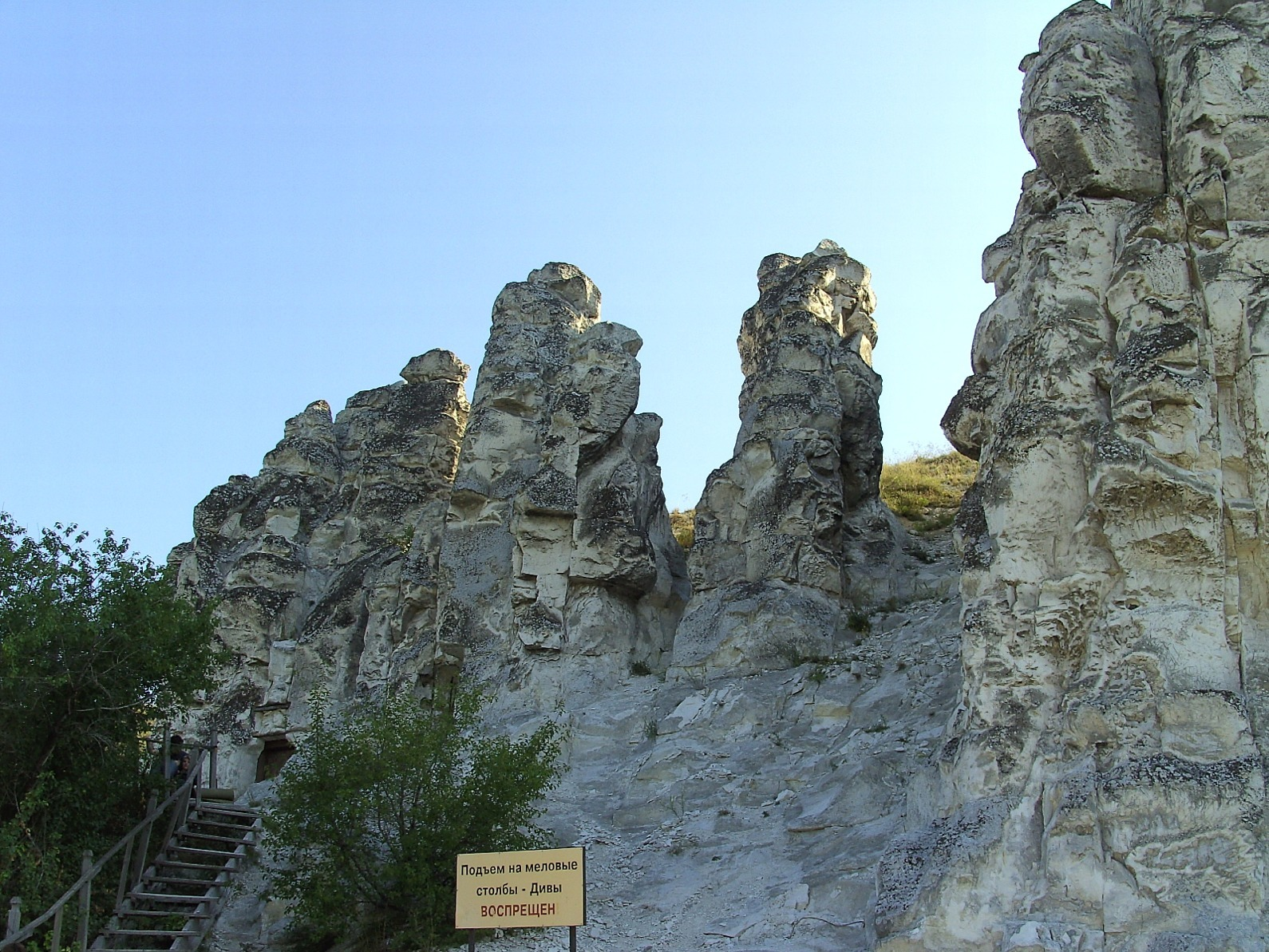
水に浸食されたチョークの岩山

リスキはドン川のほとりにあり、首都モスクワからは南東に560キロメートル、州都ヴォロネジからは南へ98キロメートル。近くにある町は、オストロゴジスク（34キロメートル西）、ボブロフ（37キロメートル東）、ノヴォヴォロネジ（42キロメートル北西）。
リスキの10キロメートル西のドン川氾濫原の縁ではチョーク (白亜)が露出している。未固結の石灰岩で溶解性の高いチョークは水により浸食され、浸食から取り残された部分が奇怪な形の峰となっている。ディヴノゴリエ自然保護区にはチョークの奇岩がそそり立ち、洞窟教会が掘られている。
リスキの気候は大陸性気候で、年間降水量は430 mm から 560 mm の間である。

## 歴史
リスキは1571年頃に、クリミア・ハン国からの攻撃を防ぐためにロシア・ツァーリ国により建てられた要塞であった。当初、この地はノヴァヤ・ポクロフカ（Новая Покровка）と呼ばれたが、後に近くを流れるリスカ川にちなんでリスキと改名された。
リスキの村は1870年代に、ヴォロネジからロストフ・ナ・ドヌへ向かう鉄道（現在のロシア鉄道南東支社が開通したことにより経済的に重要な場所となった。リスキには駅ができ集落が作られ、1928年には周囲の村を併合した。同時にリスキ地区が新設され、リスキはその中心となり、スヴォボダ（Свобода, 「自由」）と改名された。1937年には市に昇格した。
ロシア内戦と第二次世界大戦ではリスキも戦場となった。1942年7月にはリスキからはドン川をはさんだ対岸にドイツ国防軍の部隊が駐留した。戦後はリスキは農業の中心地として発展した。
1943年にはスヴォボダからリスキに再度改名された。1965年から1991年まではルーマニアの政治家ゲオルゲ・ゲオルギュ＝デジにちなんで、ゲオルギュ＝デジ（Георгиу-Деж）と改名されたが、ソ連崩壊後にもとのリスキに戻された。

## 経済・交通
リスキは複数の鉄道路線が乗り入れる鉄道の町で、鉄道関連産業が立地する。また肥沃な黒土地帯に位置することから、農産物の集積や食品産業が市内の最も重要な産業である。
鉄道だけでなく、ロシア連邦道路M4が市中心部の数キロ東を通っており、接続する道路がある。またドン川の港湾もある。

## 出身者
- イヴァン・アンキエフ (1933–1992) - ソ連の宇宙飛行士